# 权力的游戏 (小说)
《权力的游戏》（英語：A Game of Thrones）是美国作家乔治·R·R·马丁所著的一部史诗奇幻长篇小说，是马丁的代表作《冰与火之歌》系列的第一本，于1996年8月首次出版，1997年荣获轨迹奖并获得同年世界奇幻奖和1998年度星云奖提名；而书中“龙之血脉”章节，获得1997年最佳雨果长中篇小说奖。
2011年1月2日，该部作品登上了纽约时报畅销书榜，列纸面书本第25名。
在小說中，作者透過幾位角色的視點描述维斯特洛家族、绝境长城及坦格利安家族的故事。权力的游戏产生了一些衍生作品，如交换卡片游戏、桌上游戏、角色扮演类游戏等。从2007年开始，HBO公司开始筹备该部作品的改编电视剧，并于2009年11月确定了演职员表，这部10集电视剧于2011年4月17日正式公映。

## 視點角色
每個章節皆透過不同人物的視角，以第三人稱的方式敘述。本書共使用了八位角色敍述故事，並由一位次要角色提供序幕。每個章節的標題顯示該節的視點角色。
- 威爾（序章）——守夜人游骑兵
- 艾德·史塔克——臨冬城公爵兼北境守護
- 凱特琳·徒利——來自徒利家族，艾德史塔克的妻子
- 珊莎·史塔克——艾德‧史塔克及凱特琳‧徒利的長女
- 艾莉亞·史塔克——艾德‧史塔克及凱特琳‧徒利的次女
- 布蘭·史塔克——艾德‧史塔克及凱特琳‧徒利的三子
- 瓊恩·雪諾——奈德‧史塔克的私生子
- 提利昂·蘭尼斯特——侏儒，泰溫·蘭尼斯特的兒子
- 丹妮莉絲·坦格利安——龙石岛公主，亦是坦格利安皇位的第二繼承人